# Urvári Sándor
Urvári Sándor (Szendrő, 1935. május 31. –) testnevelő tanár, tornaszakedző, nemzetközi versenybíró, sportdiplomata, Szendrő díszpolgára.

## Élete
Hatgyermekes nagycsaládból származik. Tanulmányait az Esztergomi Ferences rendi gimnázium helyén, a Temesvári Pelbárt testnevelési gimnáziumban kezdte. A Kiskunfélegyházi Tanítóképző testnevelési tagozatán érettségizett.
1953-ban jelentkezett a Testnevelési Főiskolára. Az 56-os forradalom alatt mint az ifjúsági delegált vett részt a forradalmi bizottságban. A forradalom után válogatott tornászként Budapesten maradt és középiskolai tanárként helyezkedett el. 1989-ben egy évre Kanadában vállalt oktatói munkát. A rendszerváltozást Ottawában élte meg.
1991-ben a Közgazdaság-Tudományi Egyetem diplomáciai fakultására nyert felvételt. Posztgraduális képzés keretében ’Master's Degree’ fokozatot szerzett. Egyidejűleg doktori diplomáját is sikeresen védte meg. A Ritmikus Sportgimnasztika elnökének választották.
1994-ben a sportot felügyelő belügyminiszter tanácsadója lett. 1998-ban nyugállományba vonult.
Nyugdíjas éveimben sem pihent. 2000-ben magánerőből, talán az országban egyedülálló módon millenniumi parkot hozott létre Balatonakarattyán. Szendrőn egy tornászmúzeumot létesített 2003-ban, amit a Nemzeti Kulturális Örökség Minisztériuma is elismeréssel jegyez. A múzeumavatáson a Nemzetközi Tornaszövetség is képviseltette magát.

## Családja
Családjában a sport és a testnevelés mindig meghatározó tényező volt. Felesége a ritmikus sportgimnasztika első bajnokai közé tartozott, a sportág úttörője volt. Mindkét gyermeke a Testnevelési Egyetemen szerzett diplomát.

## Szakmai és oktatói munkája
Két állami nyelvvizsgával rendelkezik, angol és német, valamint további másik két nyelven (orosz és francia) beszél.
1969–1989-ig a Magyar Tornaszövetség országos szakfelügyelője lett.
1976-ban a Nemzetközi Tornaszövetség (FIG) technikai bizottságába választották. Ebben a tisztségében a világ valamennyi földrészén angol és német nyelven előadásokat és tanfolyamokat tartott. A tornasport „szürke eminenciásaként” járta a világot és szerzett elismerést és megbecsülést a magyar tornasportnak és nemzetnek.
Hét olimpián képviselte a magyar érdekeket a tornászvilágversenyeken. Tíz évig szakmai tanácsadója volt a World Gymnastics Magazine szaklapnak. A Nemzetközi Tornaszövetség megbízásából tornaoktató filmet készített, melyet angol nyelven a világ számos részén felhasználtak. A "Sporttorna technikája" címen könyvet jelentetett meg, amit szintén számos országban lefordítottak.

## Jelszava
„A sport nem csak a testnevelés, hanem a léleknek is a legfontosabb, legerősebb nevelő eszköze.” (Szent-Györgyi Albert)
Ebben a szellemben dolgozott és végigkísérte egész életét.

## Művei
- A sporttorna technikája (1989)[7]
- Torna szabálykönyv (1986)[8]
- Torna (1982)[9]
- 125 éves a Magyar Torna Szövetség – Egy sportdiplomata naplójából[10]

## Díjai, elismerései
- A Magyar Tornasport Halhatatlanja (2008)[11][12]